# Dragiša Binić
Dragiša Binić (nacido el 20 de octubre de 1961) es un exfutbolista y político serbio que se desempeñaba como delantero. Jugó 3 veces para la selección de fútbol de Yugoslavia entre 1990 y 1991. Fue miembro de la Asamblea Nacional de Serbia de 2000 a 2001.

## Trayectoria

### Clubes
| Club                      | País           | Año         |
| ------------------------- | -------------- | ----------- |
| FK Napredak Kruševac      | Yugoslavia     | 1980 - 1983 |
| FK Radnički Niš           | Yugoslavia     | 1983 - 1987 |
| Estrella Roja de Belgrado | Yugoslavia     | 1987 - 1988 |
| Stade Brestois 29         | Francia        | 1988 - 1989 |
| Levante UD                | España         | 1989 - 1990 |
| Estrella Roja de Belgrado | Yugoslavia     | 1990 - 1991 |
| SK Slavia Praga           | Checoslovaquia | 1991 - 1993 |
| APOEL de Nicosia          | Chipre         | 1993 - 1994 |
| Nagoya Grampus Eight      | Japón          | 1994        |
| Tosu Futures              | Japón          | 1995        |

### Selección nacional
| Selección | País       | Año         |
| --------- | ---------- | ----------- |
| Absoluta  | Yugoslavia | 1990 - 1991 |

## Estadística de equipo nacional
| Selección de fútbol de Yugoslavia | Selección de fútbol de Yugoslavia | Selección de fútbol de Yugoslavia |
| Año                               | Part.                             | Goles                             |
| --------------------------------- | --------------------------------- | --------------------------------- |
| 1990                              | 1                                 | 0                                 |
| 1991                              | 2                                 | 1                                 |
| Total                             | 3                                 | 1                                 |